# ESPRIT
ESPRIT (Estimation of Signal Parameters via Rotational Invariant Techniques) — численный метод, позволяющий оценить параметры суммы синусоид на фоне шумов по серии измерений. Является одним из спектральных алгоритмов сверхразрешения, использующих спектральное разложение корреляционной матрицы сигналов.

## История
Метод ESPRIT предложили Полрэдж, Рой и Кейлейт в 1985 г. как развитие метода MUSIC.

## Описание алгоритма
Входным параметром алгоритма является корреляционная матрица сигналов антенной решетки R:
{\displaystyle R={\frac {1}{K}}\cdot \sum _{t=t_{1}}^{K}x(t)\cdot x^{H}(t)}
где К — количество временных отсчетов;
{\displaystyle x(t)} — вектор значений в элементе антенной решетки;
{\displaystyle x^{H}(t)} — эрмитово-сопряженная матрица к матрице {\displaystyle x(t)};
{\displaystyle t_{1}} — начальный момент времени.
Для работы алгоритма ESPRIT необходимо знать количество источников сигналов. Одним из возможных способов определения количества источников является использование спектрального разложения. За счет свойств корреляционной матрицы, ее спектральное и сингулярное разложения совпадают, поэтому в дальнейшем использование спектрального разложения подразумевает возможность использования вместо него сингулярного. Спектральное разложение корреляционной матрицы позволяет получить собственные числа и вектора сигнального и шумового подпространств:
{\displaystyle R=U_{s}\Lambda _{s}U_{s}^{H}+U_{n}\Lambda _{n}U_{n}^{H}}
где {\displaystyle U_{n}} и {\displaystyle U_{s}} — матрицы сигнального и шумового подпространств;
{\displaystyle \Lambda _{n}} и {\displaystyle \Lambda _{s}} — матрицы собственных значений сигнального и шумового подпространств.
Матрицы {\displaystyle U_{s_{x}}} и {\displaystyle U_{s_{y}}} являются матрицами сигнальных векторов первой и второй подрешеток соответственно. Матрица {\displaystyle \Psi } является решением матричного уравнения {\displaystyle U_{s_{x}}\cdot \Psi =U_{s_{y}}}:
{\displaystyle \Psi =U_{s_{y}}\cdot U_{s_{x}}^{-1}=U_{\Psi }\cdot \Lambda _{\Psi }\cdot U_{\Psi }^{-1}}
{\displaystyle \phi =diag{\{\Lambda _{\Psi }\}}}
Углы направлений прибытия сигналов определяются выражением:
{\displaystyle \theta _{i}=arcsin{\Bigl (}{\frac {-\left\vert \phi _{i}\right\vert \cdot \lambda }{2\cdot \pi \cdot d}}{\Bigr )}}
где d — расстояние между элементами антенной решетки.

## Пример алгоритма
Алгоритм реализации метода ESPRIT в MATLAB:
```
function
 esprit(
y
, 
model_order
, 
number_of_sources
):
    
m
 = model_order
    
n
 = number_of_sources
    create covariance matrix R, from the noisy measurements y. Size of R will be (m-by-m).
    compute the svd of R
    [U, E, V] = svd(R)
    
    obtain the orthonormal eigenvectors corresponding to the sources
    
S
 = U(:, 1:n)                 
      
    split the orthonormal eigenvectors in two
    S1 = S(1:m-1, :) and S2 = S(2:m, :)
                                               
    compute P via LS (
MATLAB
's backslash operator)
    
P
 = S1\S2 
       
    find the angles of the eigenvalues of P
    
w
 = angle(eig(P))               
    
return
 
w
```

## Применение
- Оценивание частот и угловых координат источников сигналов в цифровых антенных решётках[4][5].